# Mount Sinai Hospital (New York)

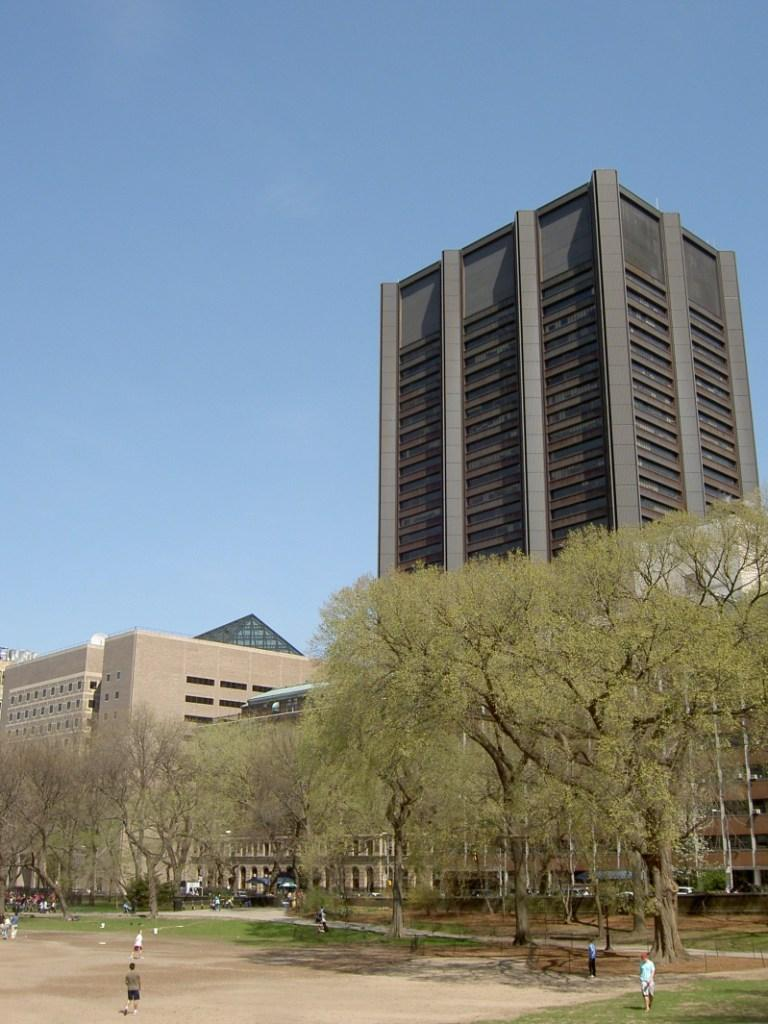
Mount Sinai, vom Central Park aus gesehen

Das Mount Sinai Hospital in New York ist eines der ältesten und größten Krankenhäuser der Vereinigten Staaten. Für das Nachrichtenmagazin U.S. News & World Report gilt Mt. Sinai als eines der besten Krankenhäuser in den USA.
Das Mount Sinai Hospital wurde 1852 als „The Jews Hospital“ gegründet.
Das Krankenhaus, das sich am östlichen Rand des Central Parks im New Yorker Stadtbezirk Manhattan (an der 100th Street und Fifth Avenue) befindet, betreibt auch mehrere Tochterunternehmen im New Yorker Ballungsraum. Es gibt auch eine Trabantanlage im Stadtbezirk Queens. Seit mehr als 150 Jahren steht Mt. Sinai an der Spitze zahlreicher Neuerungen und Entdeckungen.
1968 gründete das Krankenhaus seine eigene Fakultät für Medizin, die Mount Sinai School of Medicine, die stets ein sehr hohes Ranking für Bildung sowie biomedizinische Forschung genossen hat.